# Dewey Bunnell
Dewey Bunnell (ur. 19 stycznia 1951 w Harrogate) - członek  grupy rockowej America.